# أم دباب (القصيم)
أم دباب، تعتبر من الهجر الواقعة شمال غرب أم طليحة على بعد 10كم، وشمال شرق الثامرية شمال المذنب بالقصيم.

## الأقوال عن أم دباب
- يقول العبودي أن دباب قديمة، لأن ياقوت الحموي أورد دباب، حين ذكر شعر الراعي موضع عن نصر:

- كما يذكر قول الشاعر محمد بن علي الجاسر:

- ذكر ابن بليهد أن دباب التي ذكرها ياقوت هي أم دباب بئر في الجاهلية يُقال لها أم دباب، وأُعيد حفرها قبل منتصف القرن الرابع عشر حفرها قبيلة الحمادين.
- ذكرها حمد الجاسر في معجم المنطقة الشرقية حين أورد قول الزهري في التهذيب:" والخلصاء رمل يُقال له دباب وبحذائه دحلان كثيرة، ومنه قول الشاعر:

## سبب التسمية
سميت بهذا الاسم نسبةً إلى الدبوب التي تعتبر تجاويف أرضية مفتوحة من الأعلى، ثم تتسع نحو القاع، وكان يوجد فيها ماء.

## آثار أم دباب
- تتواجد فيها أطلال المنازل الطينية والجدران المتهدمة، حيث تقع في منطقة شبه بيضاوية، وتحيط بها الرمال من كافة الجهات،
- تتواجد فيها الكثير من الآبار المتفرقة، ومنها بئر المروى التي يبلغ عمقها 10م، وهي مطوية من الحجارة
- تتواجد فيها مقبرة وبجوارها سيارة قديمة.[6]

## انظر ايضاً
- القصيم
- المذنب
- الثامرية (القصيم)